# Il comandante Florent: Lola Lola
Il comandante Florent: Lola Lola è un film tv del 1996, ideato originalmente in patria (Francia) come episodio pilota della serie Il comandante Florent, è stato adattato nella sola Italia come un film televisivo.